# Xecutioners Return
Xecutioner's Return es el séptimo álbum de estudio de la banda de death metal estadounidense Obituary el cual cuenta con la participación del guitarrista Ralph Santolla. El nombre del disco deriva del nombre original de la banda, Xecutioner.

## Lista de temas
1. "Face Your God" (2:56)
2. "Lasting Presence" (2:12)
3. "Evil Ways" (2:57)
4. "Drop Dead" (3:35)
5. "Bloodshot" (3:25)
6. "Seal Your Fate" (2:30)
7. "Feel the Pain" (4:31)
8. "Contrast the Dead" (7:01)
9. "Second Chance" (3:28)
10. "Lies" (3:32)
11. "In Your Head" (4:31)
12. "Executioner Returns" (3:42) (Special Bonus Track)

## Músicos
- John Tardy - voz
- Ralph Santolla - guitarra
- Trevor Peres - guitarra
- Frank Watkins - bajo
- Donald Tardy - batería